# Каталинич, Фране
Фране Каталинич (хорв. Frane Katalinić, 4 октября 1891 — 3 апреля 1976) — итальянский гребец, призёр Олимпийских игр.
Фране Каталинич родился в 1891 году в Задаре (Австро-Венгрия), по национальности — хорват. В связи с тем, что после Первой мировой войны Задар вошёл в состав Италии, то Фране Каталинич стал гражданином Италии, и его имя стало писаться на итальянский манер: Франческо Катталиник (итал. Francesco Cattalinich). На Олимпийских играх 1924 года он, выступая за итальянскую команду, завоевал бронзовую медаль в академической гребле на восьмёрках (вместе с ним призёрами стали и его братья — Анте и Шимун).